# Вен (коммуна)
Вен (фр. Veynes, окс. Vèina) — коммуна во Франции, находится в регионе Прованс — Альпы — Лазурный Берег. Департамент коммуны — Верхние Альпы. Главный город кантона Вен. Округ коммуны — Гап.
Код INSEE коммуны — 05179.

## Население
Население коммуны на 2008 год составляло 3168 человек.
| 1962 | 1968 | 1975 | 1982 | 1990 | 1999 | 2008 |
| ---- | ---- | ---- | ---- | ---- | ---- | ---- |
| 3474 | 3578 | 3300 | 3178 | 3148 | 3093 | 3168 |

## Экономика
В 2007 году среди 1849 человек в трудоспособном возрасте (15—64 лет) 1237 были экономически активными, 612 — неактивными (показатель активности — 66,9 %, в 1999 году было 65,8 %). Из 1237 активных работали 1113 человек (576 мужчин и 537 женщин), безработных было 124 (50 мужчин и 74 женщины). Среди 612 неактивных 174 человека были учениками или студентами, 247 — пенсионерами, 191 были неактивными по другим причинам.

## Достопримечательности
- Замок Ла-Виллет (XV век)
- Римская дорога, ответвление Домициевой дороги
- Часовня Нотр-Дам

## Фотогалерея

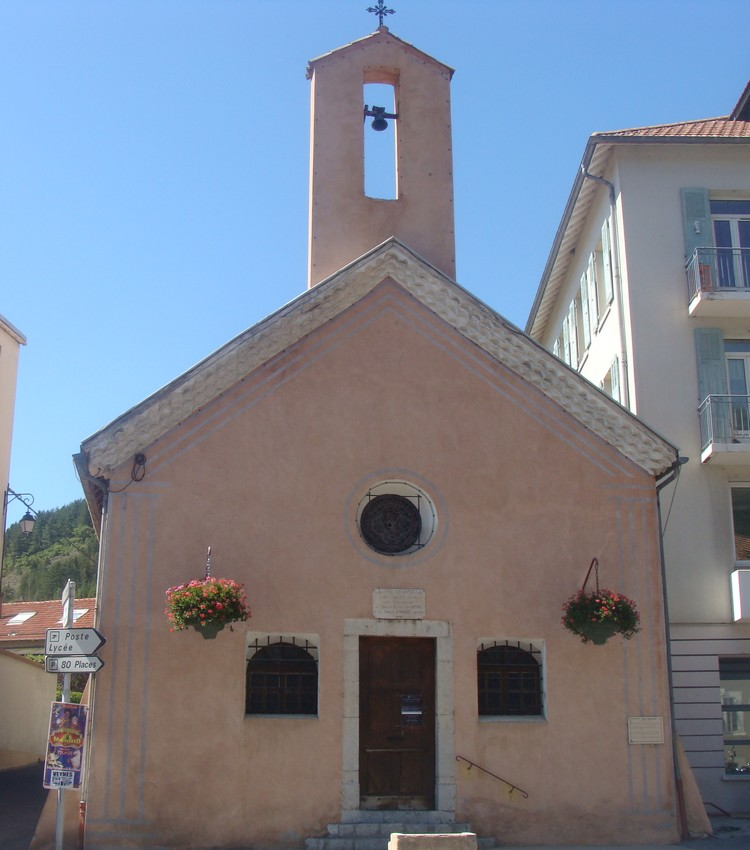
Часовня Нотр-Дам
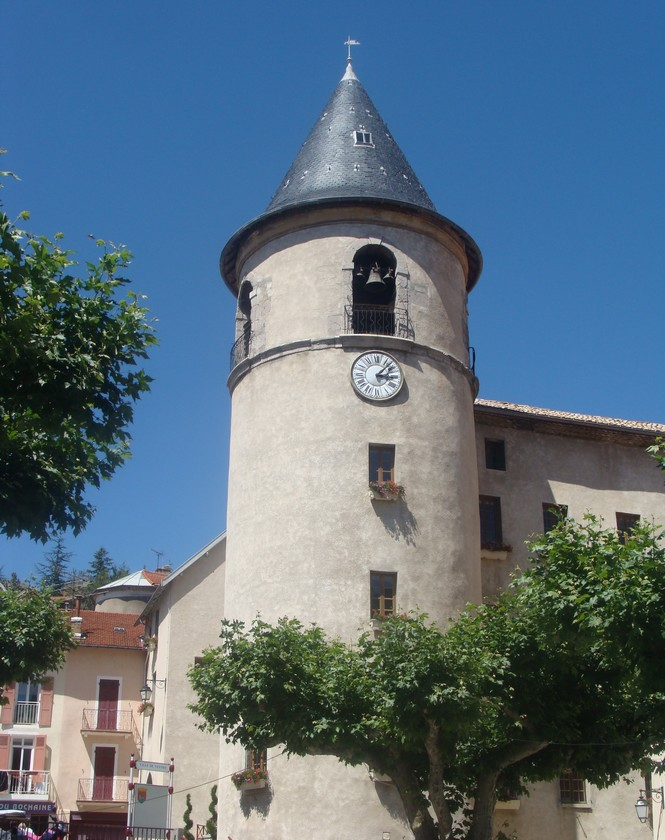
Башня
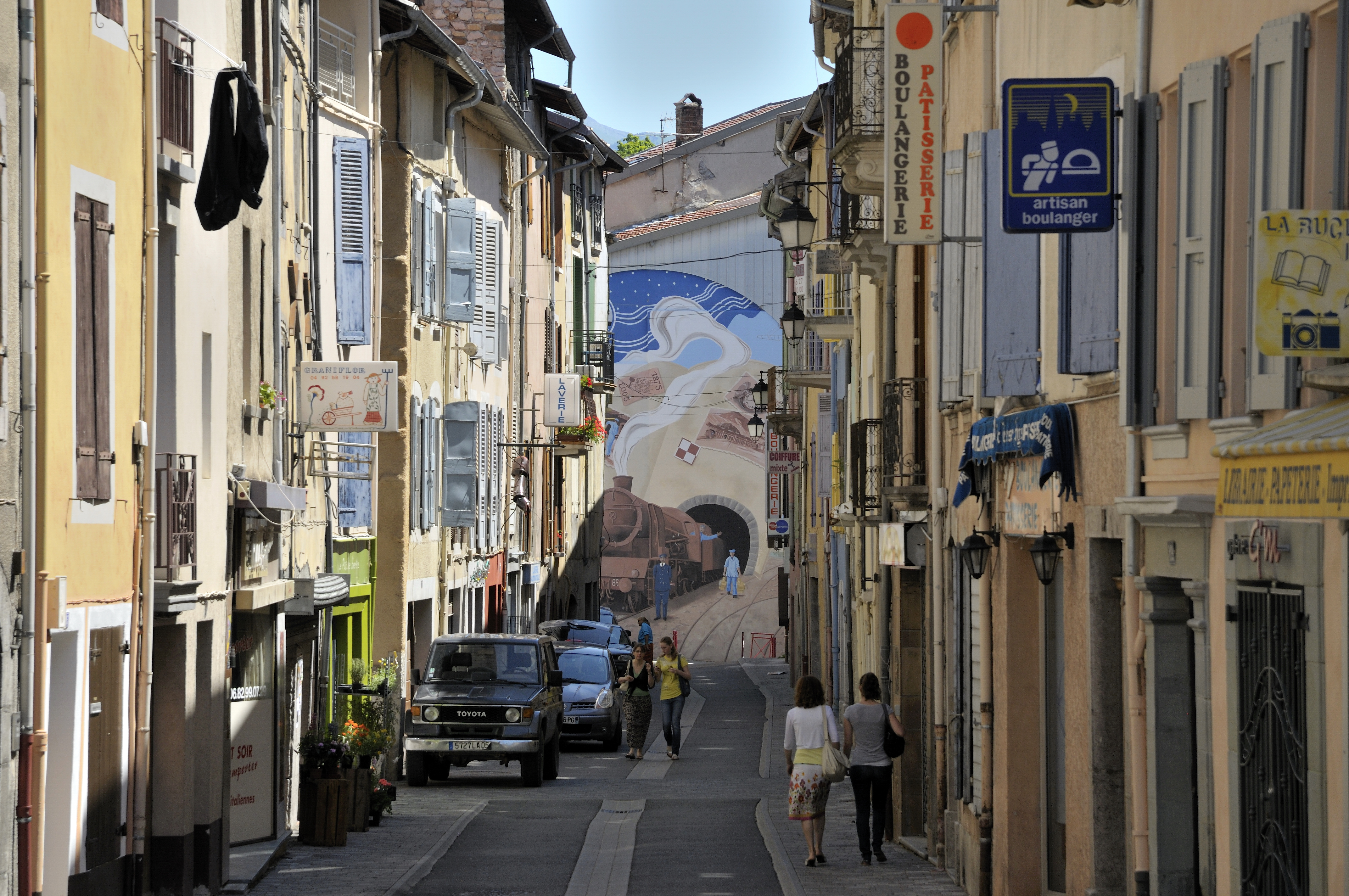
Фреска
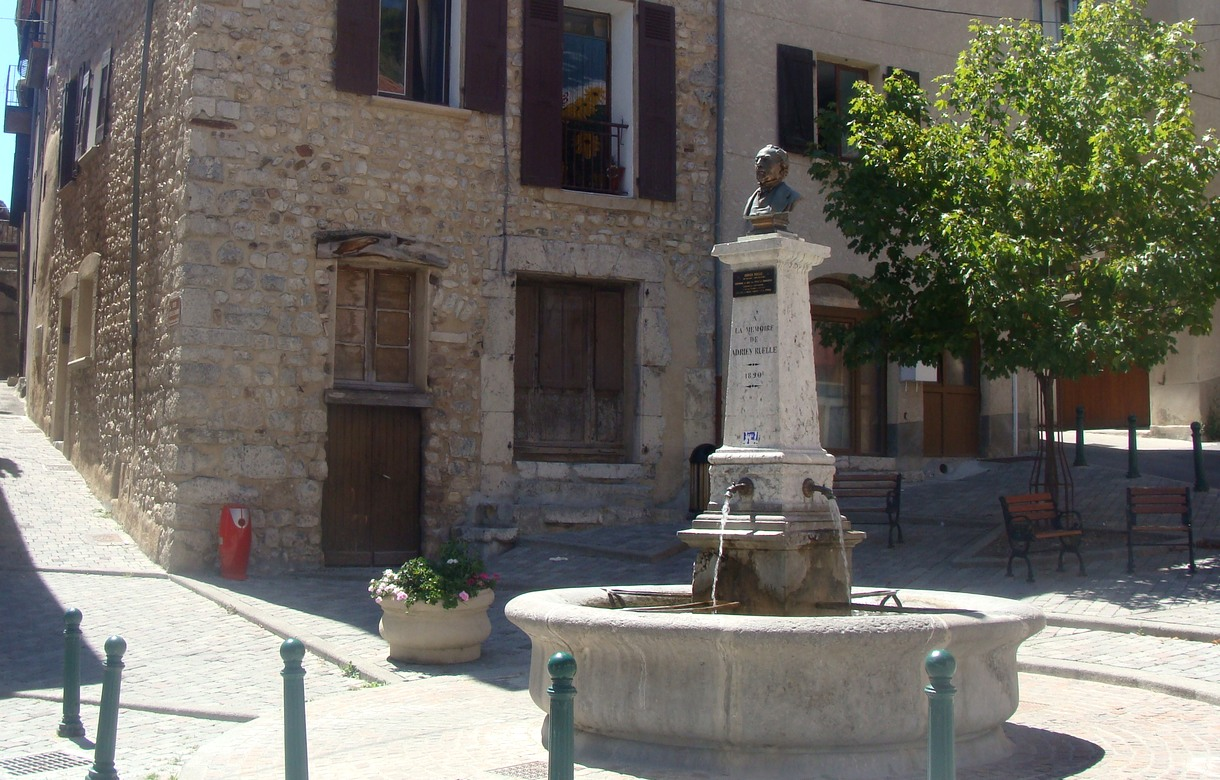
Фонтан и бюст Адриена Рюэля